# Tratado de Libre Comercio entre México y la Unión Europea
El Tratado de Libre Comercio entre México y la Unión Europea (TLCUEM) es un acuerdo comercial multilateral entre México y la Unión Europea derivado del Acuerdo de Asociación Económica, Concertación Política y Cooperación entre los Estados Unidos Mexicanos y la Comunidad Europea y sus Estados miembros formalizado el 23 de marzo de 2000 en Lisboa y en vigor desde el 1 de julio de 2000 . Tiene como uno de sus principales objetivos la liberalización progresiva y recíproca de bienes industriales, agrícolas y servicios entre México y los Estados miembros de la Comunidad Europea.

## Antecedentes
El TLCUEM forma parte del Acuerdo de Asociación Económica, Concertación Política y Cooperación entre los Estados Unidos Mexicanos y la Comunidad Europea y sus Estados miembros firmado en la ciudad de Bruselas el 8 de diciembre de 1997. Dicho acuerdo contempla el fortalecimiento de las relaciones entre las partes firmantes en los ámbitos político, comercial y económico, así como una mayor cooperación en sectores como el industrial, de pequeñas y medianas empresas, aduanero, agropecuario, minero, energético, de transporte, turismo, científico y tecnológico, de formación y educación, cultural, de información y comunicación, protección de datos, entre otros .
Previo a este acuerdo, existieron iniciativas similares entre México y la Comunidad Económica Europea en 1975 y en 1991 con el llamado Acuerdo Marco de Cooperación. Estas generaron las bases para el inicio de las negociaciones del Acuerdo de 1997 que finalmente permitiría la creación de un Tratado de Libre Comercio.
Las negociaciones del TLCUEM se llevaron a cabo entre el 9 de noviembre de 1998 y el 24 de noviembre de 1999 en una serie de nueve reuniones técnicas que dieron como resultado las Decisiones del Consejo Conjunto 2/2000 y 2/2001, mismas que se consideran los textos legales del tratado. La decisión de 2000 se refiere a la liberalización de los bienes, mientras que la de 2001 concierne a la liberalización de servicios.

## Estructura
Este Tratado de Libre Comercio tiene como nombre oficial 
ACUERDO DE ASOCIACION ECONOMICA, CONCERTACION POLITICA Y COOPERACION ENTRE LA COMUNIDAD EUROPEA Y SUS ESTADOS MIEMBROS, POR UNA PARTE, Y LOS ESTADOS UNIDOS MEXICANOS, POR OTRA;
y se encuentra en la siguiente liga: https://eeas.europa.eu/sites/eeas/files/acuerdo97_es_1.pdf
El Tratado de Libre Comercio está regulado por el Consejo Conjunto del Acuerdo de Asociación Económica, Concertación Política y Cooperación conformado por miembros del Gobierno de México, del Consejo de la Unión Europea y de la Comisión Europea. Dicho Consejo cuenta con una presidencia ocupada alternativamente por un miembro del Gobierno de México y un miembro del Consejo de la Unión Europea.
Asimismo existe un Comité Conjunto que asiste al Consejo Conjunto entre otras formas, preparando las reuniones y deliberaciones de éste, supervisando la aplicación de sus decisiones y recomendaciones y en general garantizando el correcto funcionamiento del Acuerdo. Asimismo, está encargado de presentar las propuestas de decisión o recomendación al Consejo Conjunto para su aprobación. El Comité Conjunto está compuesto por representantes de los miembros del Consejo de la Unión Europea y de la Comisión Europea y por representantes del Gobierno de México.
El Consejo Conjunto se reúne bianualmente, mientras que el Comité Conjunto lo hace de manera anual.

## Impacto
Desde su entrada en vigor, el TLCUEM ha permitido el crecimiento del comercio bilateral en un 243% con respecto a 2000.
Es el único tratado de libre comercio firmado por México con un socio comercial desarrollado en el que se hace mención explícita a las diferencias en el nivel de desarrollo de las economías y por tanto se le da un trato preferencial al país, cosa que no sucede en otros tratados como el NAFTA donde se trata como si tuvieran el mismo nivel de desarrollo a México, Estados Unidos y Canadá.
En cuanto a los resultados en la materia comercial, se destaca que el calendario de desgravación se ha cumplido exitosamente, se han reducido significativamente las barreras arancelarias y no arancelarias, además de que el comercio en términos absolutos ha aumentado significativamente hasta situar a la Unión Europea como el tercer socio comercial de México solo por detrás de Estados Unidos y China.